# Małgorzata pomorska (1518–1569)
Małgorzata pomorska (ur. po 25 maja 1518, zm. 24 czerwca 1569) – żona Ernesta III (IV), księcia brunszwickiego na Grubenhagen, córka Jerzego I, księcia pomorskiego i Amelii reńskiej.

## Małgorzata w źródłach
W literaturze przedmiotu znana jest m.in. z dwóch dokumentów. Pierwszy wystawiony 2 marca 1549 nawiązywał do zrzeczenia się praw dziedzicznych po ojcu Jerzym I, drugi natomiast, z 7 kwietnia 1549, w którym jej małżonek Ernest III wraz z Filipem Starszym dokonali dla Małgorzaty nadania domeny i zamku w Salzderhelden, jako oprawy wdowiej.
Małgorzatę pochowano w krypcie kościoła św. Idziego w Osterode (Dolna Saksonia). Jej szczątki odkryto w 1881, które zostały w tym samym roku przeniesione do chóru kościelnego.

## Życie prywatne
Po długich negocjacjach z innymi rodami książęcymi Małgorzata została w końcu wydana za Ernesta III, syna Filipa I, księcia brunszwickiego na Grubenhagen i Katarzyny, hrabianki Mansfeld. Do ślubu przyszłej pary książęcej doszło 9 października 1547. Ze związku małżeńskiego pochodziła jedynie córka, tj.
- Elżbieta (ur. 20 marca 1549 lub 1550, zm. 11 lutego 1585 lub 1586) – żona Jana II (III) Młodszego, księcia szlezwicko-holsztyńskiego na Sonderburgu[4].

### Genealogia
| Bogusław X ur. 28 lub 29 V 1454 zm. 5 X 1523 | Bogusław X ur. 28 lub 29 V 1454 zm. 5 X 1523 |                                                           |                                                           | Anna Jagiellonka ur. 12 III 1476 zm. 12 VIII 1503 | Anna Jagiellonka ur. 12 III 1476 zm. 12 VIII 1503 |  |  | Filip Wittelsbach ur. 14 VI 1448 zm. 28 II 1508 | Filip Wittelsbach ur. 14 VI 1448 zm. 28 II 1508 |                                            |                                            | Małgorzata bawarska ur. 7 XI 1459 zm. 25 II 1501 | Małgorzata bawarska ur. 7 XI 1459 zm. 25 II 1501 |
|                                              |                                              |                                                           |                                                           |                                                   |                                                   |  |  |                                                 |                                                 |                                            |                                            |                                                  |                                                  |
|                                              |                                              |                                                           |                                                           |                                                   |                                                   |  |  |                                                 |                                                 |                                            |                                            |                                                  |                                                  |
|                                              |                                              | Jerzy I pomorski ur. 11 IV 1493 zm. na przeł. 9/10 V 1531 | Jerzy I pomorski ur. 11 IV 1493 zm. na przeł. 9/10 V 1531 |                                                   |                                                   |  |  |                                                 |                                                 | Amelia reńska ur. 25 VII 1490 zm. 6 I 1525 | Amelia reńska ur. 25 VII 1490 zm. 6 I 1525 |                                                  |                                                  |
|                                              |                                              |                                                           |                                                           |                                                   |                                                   |  |  |                                                 |                                                 |                                            |                                            |                                                  |                                                  |
|                                              |                                              |                                                           |                                                           |                                                   |                                                   |  |  |                                                 |                                                 |                                            |                                            |                                                  |                                                  |
|                                              |                                              |                                                           |                                                           |                                                   |                                                   |  |  |                                                 |                                                 |                                            |                                            |                                                  |                                                  |

|  |  | Ernest III (IV) ur. 17 XII 1518 zm. 2 IV 1567 OO 9 X 1547 | Ernest III (IV) ur. 17 XII 1518 zm. 2 IV 1567 OO 9 X 1547 | Małgorzata pomorska (ur. po 25 V 1518, zm. 24 VI 1569)    | Małgorzata pomorska (ur. po 25 V 1518, zm. 24 VI 1569) |  |  |  |  |
|  |  |                                                           |                                                           |                                                           |                                                        |  |  |  |  |
|  |  |                                                           |                                                           |                                                           |                                                        |  |  |  |  |
|  |  |                                                           |                                                           |                                                           |                                                        |  |  |  |  |
|  |  |                                                           |                                                           | Elżbieta ur. 20 III 1549 lub 1550 zm. 11 II 1585 lub 1586 |                                                        |  |  |  |  |

### Opracowania
- Hellmut Hannes, Bildnisse der pommerschen Herzoginnen, [w:] Die Herzöge von Pommern. Zeugnisse der Herrschaft des Greifenhauses, red. Norbert Buske, Joachim Krüger, Ralf-Gunnar Werlich, Wien–Köln–Weimar 2012 (Veröffentlichungen der historischen Kommision für Pommern V, Forschungen zur pommerschen Geschichte 45), s. 29-48.
- Edward Rymar, Rodowód książąt pomorskich, Szczecin: Książnica Pomorska im. Stanisława Staszica, 2005, ISBN 83-87879-50-9, OCLC 69296056. Brak numerów stron w książce
- Szymański J.W., Książęcy ród Gryfitów, Goleniów – Kielce 2006, ISBN 83-7273-224-8.

### Opracowania online
- Emperors of Holy Roman Empire and Their Czech Roots, Princess Elisabeth of Braunschweig-Grubenhagen (ang.) [dostęp 2012-01-29].